# جون مارفن جونز
جون مارفن جونز (بالإنجليزية: John Marvin Jones)‏ هو محامي وقاضي وسياسي أمريكي، ولد في 26 فبراير 1882 في مقاطعة كووك في الولايات المتحدة، وتوفي في 4 مارس 1976 في أماريلو في الولايات المتحدة. حزبياً، نشط في الحزب الديمقراطي. وقد انتخب عضو مجلس النواب الأمريكي.